# 廣島和平紀念資料館
廣島和平纪念資料館（日语：広島平和記念資料館）坐落於广岛和平纪念公园，日本廣島市的中央。於1955年8月與和平紀念廳同時建成（即現時的廣島国際会議場）。資料館陳列展示出原子彈爆發時的實況，目的是希望世界各國能夠放棄使用核武器，達致世界和平。它是廣島市的著名景點，建築師是丹下健三。

## 展館內容
根據資料館指南：資料館收集並展示受害者留下的財物、相片和其他可以表達出當時恐怖情況的物品。亦有廣島市原爆前後的相關資料，核子時代的現況。每一件展品，都表現出現世人的悲痛、憤怒和傷痛。在恢復過來後，廣島衷心希望可以消滅所有核武器，讓世人領悟出真正和平的世界。
為了改善教育，資料館於1994年時收復並分為兩個部分。

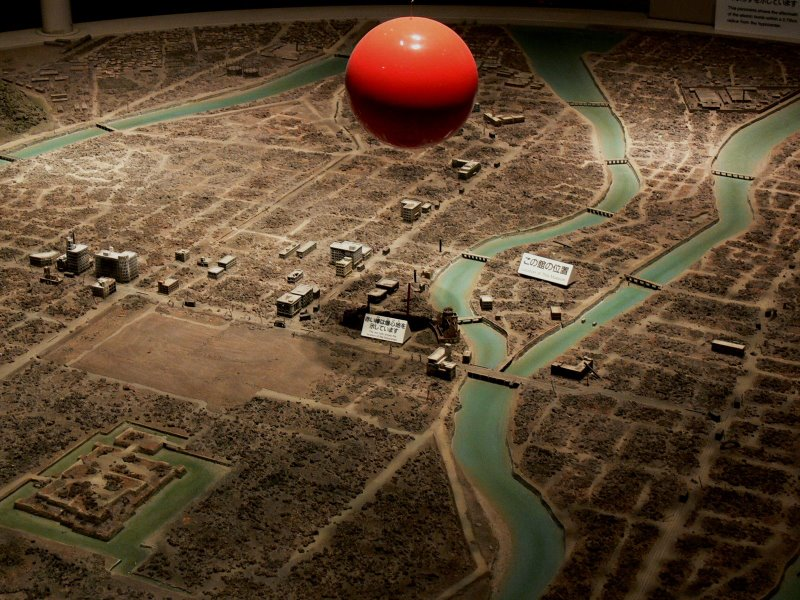
廣島市在原爆後成為一片廢墟。紅色的球代表原子彈的落下位置。

東館 — 最新的增加部分 — 解說在原爆前的廣島市、原子彈的發展和投下的決定。亦有介紹廣島市市民在第二次世界大戰時和原爆之後的生活。最後，介紹現時世界處於的核子時代，和世界對和平所作的努力。東館亦有模型表示出原爆對該市所帶來的破壞。
本館是舊資料館的一部分，主要集中介紹原子彈所帶來的破壞。亦展示出一些經歷過原爆的物品，例如衣物、眼鏡、頭髮。人在原爆時皮膚所受的影響。熱線對木、石頭和玻璃的影響。疾風對建築物的破壞。最後，是輻射對人體健康的影響。

## 和平教育節目
- 原爆倖存者的見證
- 相關影片
- 借來的相片海報和影片
- 義工導賞團

## 图集

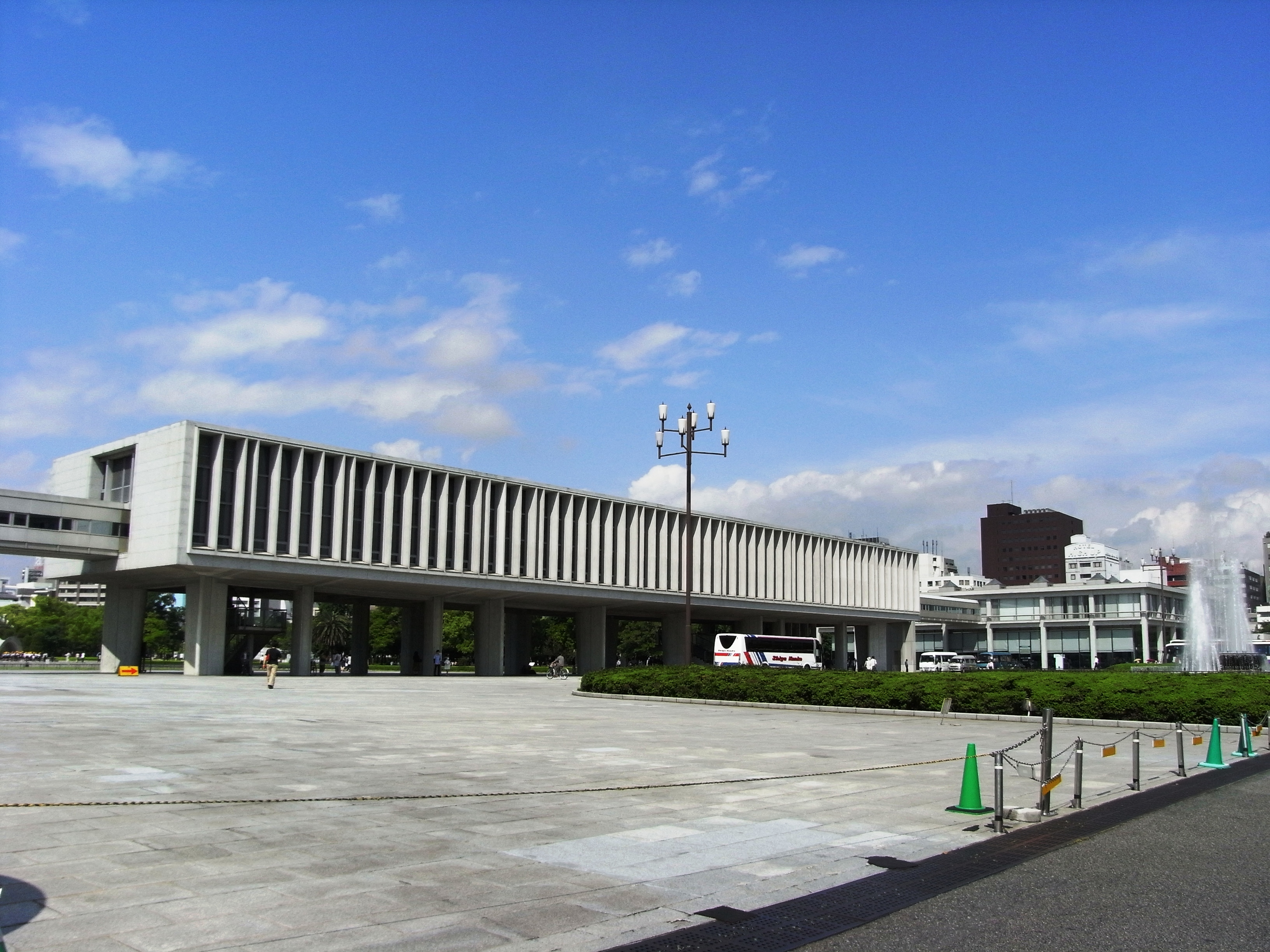
本館
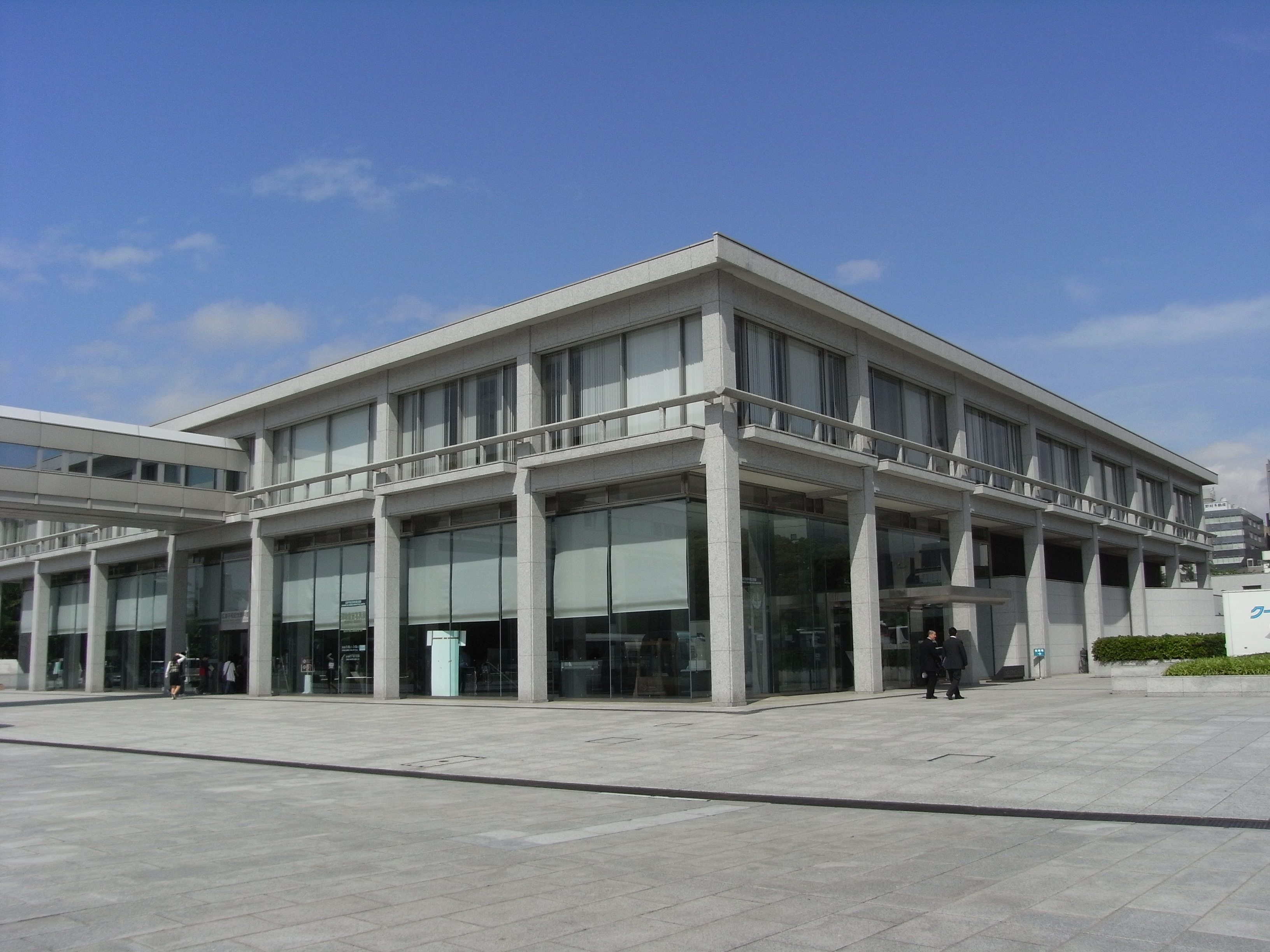
東館
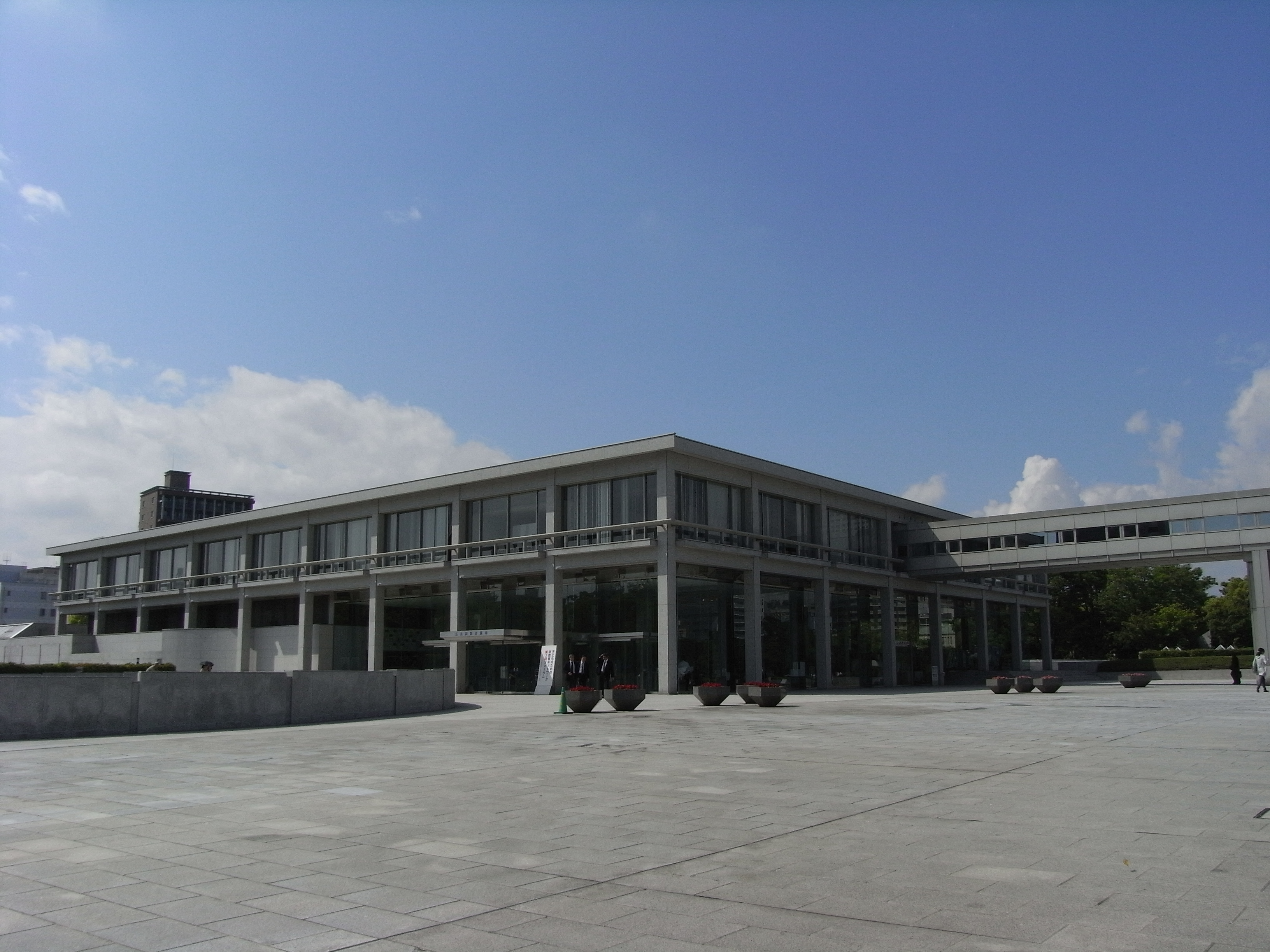
廣島國際會議場
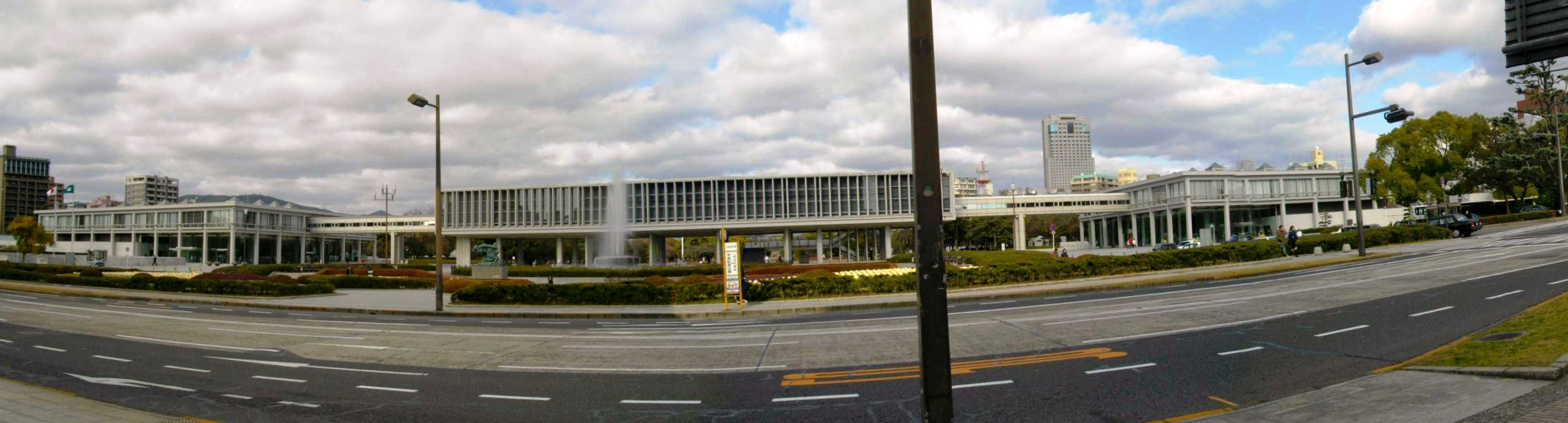
廣島國際會議場（左）與廣島和平紀念資料館（中、右）
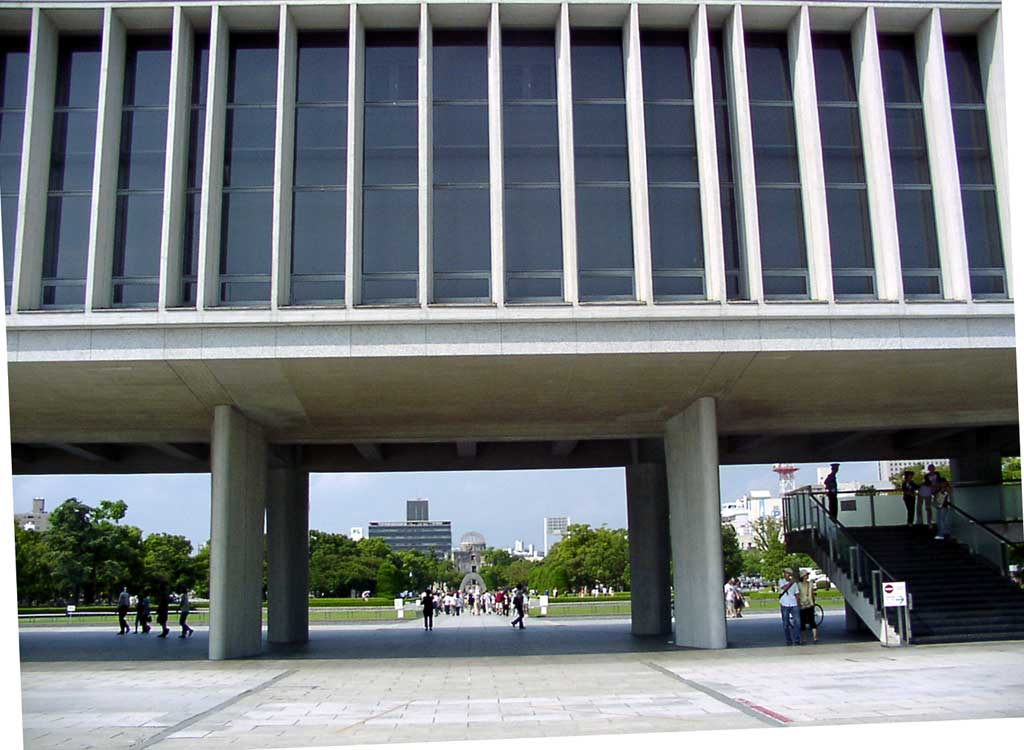
由本館下方遠望原子弹爆炸圆顶屋
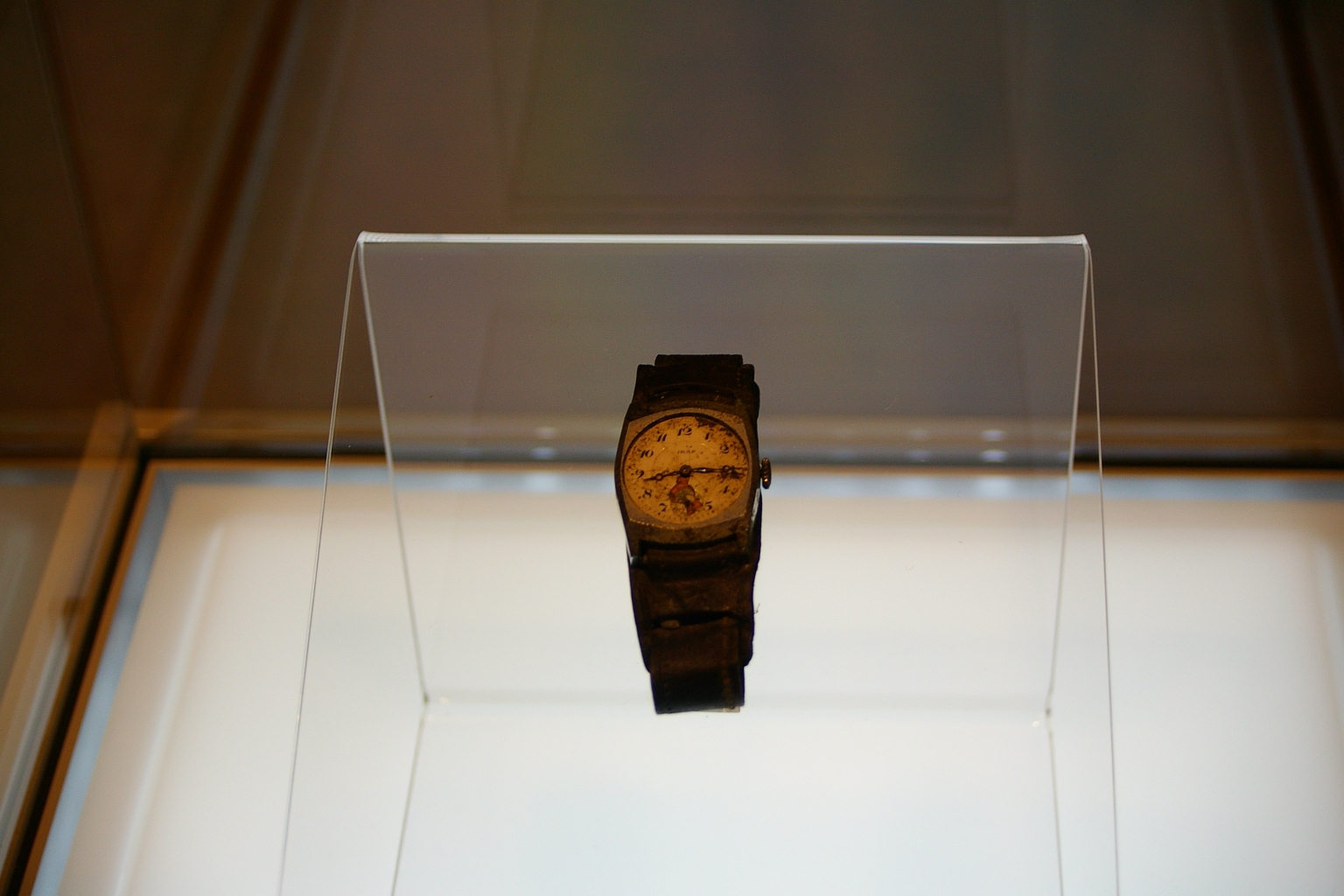
原子彈爆炸時刻停止的手錶
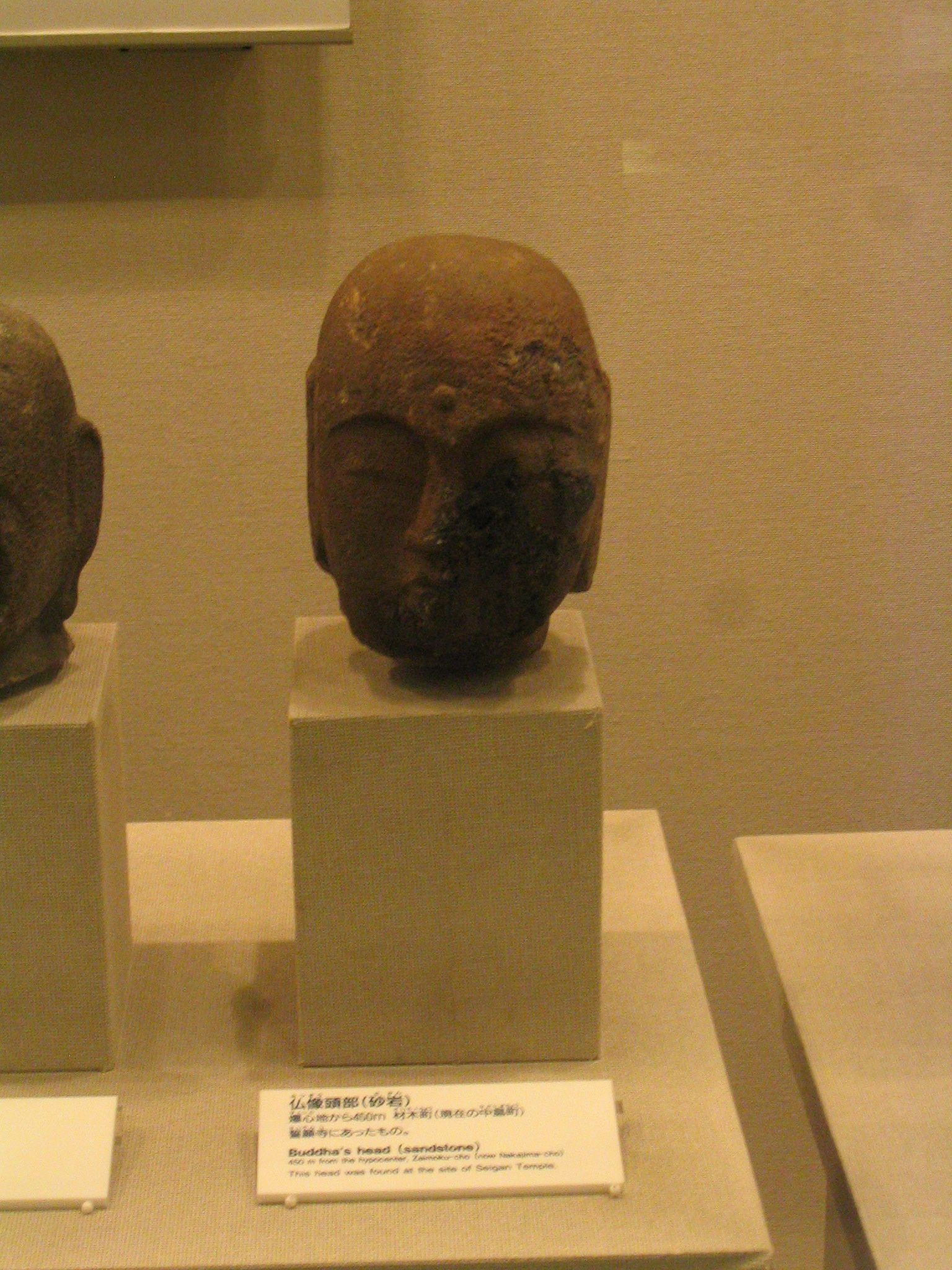
原子彈爆炸中受損的佛頭

## 鄰近交通設施
- 公共汽車 - 广岛和平纪念公园
- 廣島電鐵 - 原爆圓頂前車站（原爆ドーム前駅）、中電前車站（中電前駅）

## 外部連結
- Hiroshima Peace Memorial Museum official website （页面存档备份，存于）
- Hiroshima National Peace Memorial Hall for the Atomic Bomb Victims （页面存档备份，存于）
- Hiroshima Peace Memorial Museum @ architecture in Hiroshima （页面存档备份，存于）